# 米德爾布魯克 (密蘇里州)
米德爾布魯克（英語：Middlebrook）是位於美國密蘇里州艾昂縣及聖弗朗索瓦縣的非建制地區。

## 歷史
米德爾布魯克的郵局自1858年營運至今。

## 地理
米德爾布魯克所處的海拔為高於海平面345米（即1132英呎），而該地所採用的時區為UTC-6，即北美中部時區（CST）。同時該地設有夏令時間，為UTC-6調快一小時，即UTC-5（CDT）。